# Gál Jenő (ügyvéd)
Gál Jenő, dr., születési és 1890-ig használt nevén Spitzer Jenő (Kecskemét, 1872. március 16. – Budapest, 1940. március 24.) magyar ügyvéd, liberális politikus.

## Életpályája
Spitzer Móric és Hacker Katalin fiaként született. Középiskolai tanulmányait szülővárosában végezte, majd a Budapesti Tudományegyetemen jogi diplomát szerzett és ügyvédi gyakorlatot folytatott. Számos nevezetes büntetőperben járt el védőként (Haverda Mária, Erdélyi Béla gyilkossági ügye, Dréhr Imre hivatali visszaélései, frankhamisítási per stb.).
Vázsonyi Vilmos 1921-ben tért vissza Magyarországra. Ekkor Gál Jenővel együtt újjászervezte pártját Nemzeti Demokrata Polgári Párt (Demokrata Párt) néven. Az ügyvezető elnök Gál Jenő lett. A párt IV. Károly magyar király visszatérésének ügyével kapcsolatban a legitimistákat támogatta.
A párt programjával Gál 1926-tól 1935-ig budapesti kerületek képviselője volt. Megalapította és szerkesztette a "Büntető Jog" című jogi folyóiratot (1926–1939). Választmányi tagja volt a Bűnügyi Védők Egyesületének, elnökhelyettese a Pesti Izraelita Hitközségnek és tagja a hitközség választmányának és képviselőtestületének.
Halálát szívkoszorús elzáródás okozta.
Házastársa Weisz Hermina volt, Weisz Zsigmond és Dienbach Regina lánya, akit 1901. február 14-én Budapesten vett nőül. Gyermekeik nem születtek.
A Kozma utcai izraelita temetőben nyugszik (3A-11-5).